# Шмерлинг, Рене Оскаровна
Рене Оскаровна Шмерлинг (5 (18) декабря 1901, Тифлис — 18 февраля 1967, там же) — грузинский и советский искусствовед. Дочь художника Оскара Шмерлинга.
С 1918 г. училась в Тифлисском училище живописи и ваяния, затем с 1922 года в Тбилисской академии художеств, окончив её в 1929 году по отделению графики. С 1941 года сотрудник Института истории грузинского искусства, возглавлявшегося Георгия Чубинашвили. Под руководством Чубинашвили подготовила свою первую крупную публикацию — альбом «Образцы декоративного убранства грузинских рукописей» (1940).
Наиболее значительный вклад Шмерлинг внесла в изучение древнегрузинской рукописной книги. Её работы в этой области собраны в двухтомное издание «Художественное оформление грузинской рукописной книги IX—XI вв.» (первый том 1967, второй посмертно 1979). Как исследователь грузинской архитектуры Шмерлинг опубликовала монографию «Малые формы в архитектуре средневековой Грузии» (1962), высоко оцененную специалистами: Г. К. Вагнер и Н. Н. Воронин отмечали, что «посвящённый в основном тончайшему искусству резьбы по камню труд Р. О. Шмерлинг сам является в своём роде произведением ювелирного искусства». Шмерлинг также выпустила путеводители «Военно-Грузинская дорога» (1956) и «Окрестности Тбилиси» (1960), оба в соавторстве с В. О. Долидзе.
Помимо научной деятельности Шмерлинг известна как коллекционер экслибрисов, в частности авторства Владимира Григолии и Николая Чернышкова; выставка из её коллекции прошла в Тбилиси в 2014 году.